# アル・プラザ鹿島
アル・プラザ鹿島（アル・プラザかしま）は、石川県鹿島郡中能登町井田にある地域主導型ショッピングセンターである。

## 概要
総合スーパーの平和堂を核店舗に、地元商店の組合「かしま商業開発協同組合」が運営する専門店街、パチンコ・ボウリング施設のクァトロブームアミューズメント鹿島（クァトロブームアミューズメントかしま）、ホームセンターロッキー、その他屋外の飲食店などで構成されている。
七尾市のパトリア、ベイモール、国道を挟んだ店舗の向かい側には「中能登マイタウン」が開業し、能登半島において中能登地区で大型商業施設が集中している。

## 主なテナント
現在のテナントの詳細は、公式サイトのショップ一覧または平和堂専門店情報サイト アル・プラザ鹿島を参照。
- ニトリ（能登地方一号店）[5][6]

## 交通アクセス
公共交通機関
- 中能登町コミュニティバス「おりひめバス」かしまコース（こしじ方面・みおや方面）で「アル・プラザ鹿島」バス停下車[7]  - ※最寄り駅は[4]。同駅には中能登町コミュニティバス「おりひめバス」とりやコースが乗り入れる[7]。

自動車
- 能越自動車道七尾ICまたはのと里山海道上棚矢駄ICより約10分。

## 主な周辺施設
- 道の駅織姫の里なかのと - 前述の「おりひめバス」の全便がここを発着している[7]。